# Giustinian
I Giustinian o Giustiniani furono una nobile casata veneziana, ascritta al patriziato fra le cosiddette famiglie evangeliche. Diedero un doge alla Serenissima.

## Storia
I cronisti medievali farebbero risalire questa famiglia all'imperatore Giustino II, nipote e successore del noto Giustiniano I. 

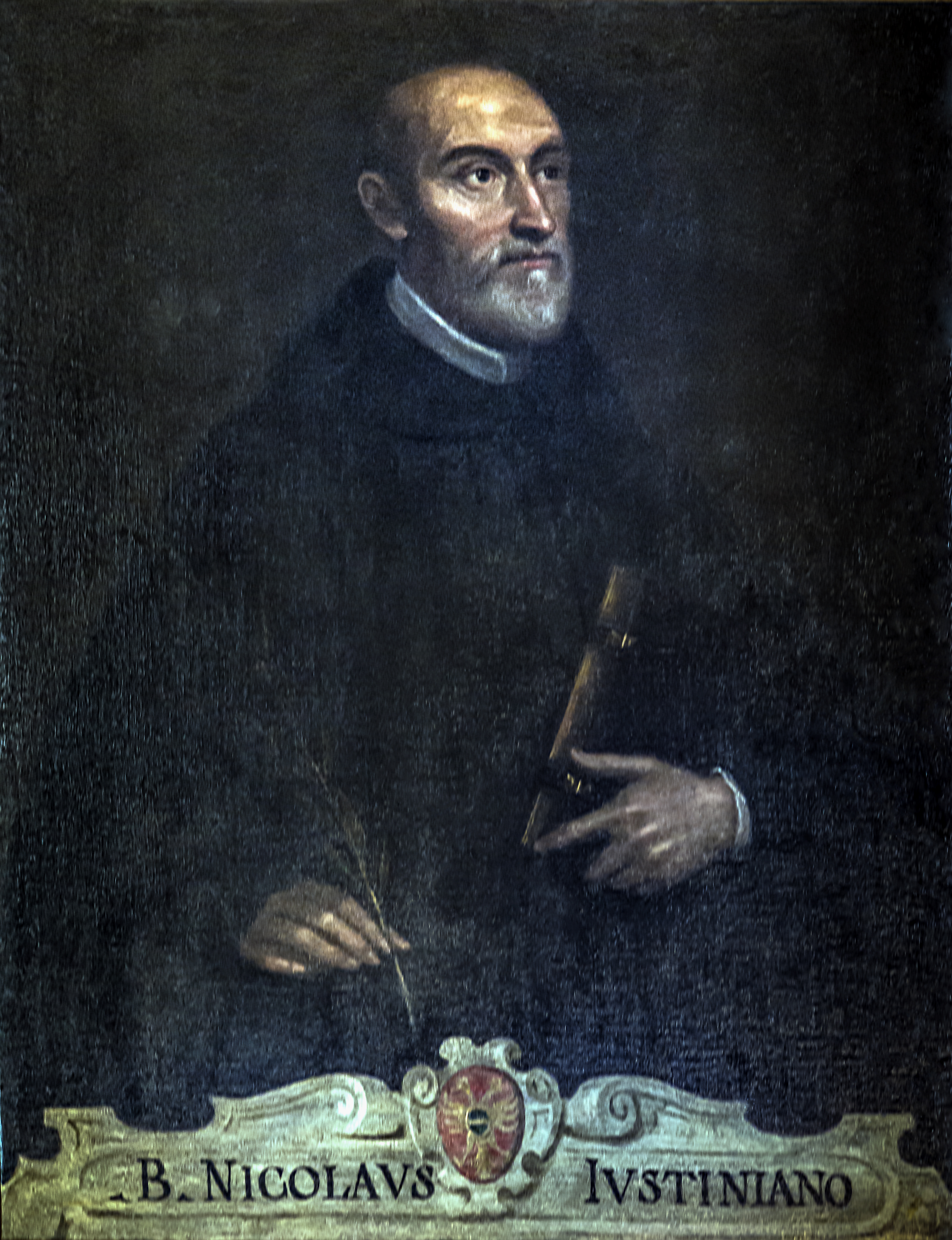
Il Beato Niccolò Giustinian - Madonna dell'Orto

Un suo discendente, Giustiniano, nel VII secolo si sarebbe trasferito da Costantinopoli nell'Istria, dove avrebbe fondato Giustinopoli (Capodistria), quindi a Malamocco e infine a Venezia. 
Nicolò Giustinian, monaco a San Nicolò del Lido, fu protagonista di una vicenda particolare: nel 1171 tutti gli individui di sesso maschile della famiglia erano morti durante la guerra contro l'imperatore bizantino Manuele I Comneno; questo portò papa Alessandro III a dispensarlo dal voto di castità, permettendogli così di sposare la figlia del doge Vitale II Michiel, Anna, al fine di evitare l'estinzione della famiglia; la coppia ebbe figli, ma in seguito Nicolò tornò nel monastero, mentre Anna prese i voti ed entrò nel convento di Sant'Ariano di Costanziaco, da lei stessa fondato.
I Giustinian Lolin furono un ramo di questa famiglia residente a San Barnaba. Giovanni Giustinian Lolin ne fu il capostipite: nato da Franceschina Lolin e da Francesco Giustinian, mantenne entrambi i cognomi.
I Giustinian Recanati furono un altro ramo del casato: comparvero nel secolo XVIII a seguito del matrimonio (celebrato nel 1712) tra Laura Recanati Zucconi e Giacomo di Marcantonio Giustinian. La nobildonna Laura, infatti, si ritrovò unica erede della propria famiglia, i Recanati Zucconi, alla morte del di lei fratello Antonio, frate cappuccino. La loro discendenza assunse quindi il cognome di "Giustinian Recanati".
Essendosi estinti tutti i rami della famiglia Giustiniani (Giustinian) di Venezia, il cognome e lo stemma sono stati assunti dal barone Gerolamo de Massa Pescasseroli (n. a Padova il 21 aprile 1889) e dai suoi figli Sebastiano (1922-1998), Andrea, Nicolò, Pio, Giorgio e Lorenzo e loro discendenti, per disposizione testamentaria (1947) della madre Elisabetta Giustiniani (figlia di Giulio Giustiniani del ramo di San Barnaba, sorella di Maria Giustiniani sposata Vettor Giusti del Giardino e di Sebastiano Giustiniani, entrambi senza discendenza).

## Membri illustri

Girolamo Ascanio Giustinian by Pietro Longhi

- Pantaleone Giustinian (primi del XIII secolo-1286), ecclesiastico (di San Giovanni in Bragora)
- Marco Giustinian (XIII secolo), diplomatico (di San Pantalon)
- Marco Giustinian (1283-1346), politico e diplomatico (di San Moisè)
- Nicolò Giustinian (1290 ca.-1370), politico e diplomatico (di San Pantalon)
- Pancrazio Giustinian (XIV secolo), politico e militare (di Santa Sofia)
- Pietro Giustinian (primi del XIV secolo-1385), politico (di San Giovanni in Bragora)
- Taddeo Giustinian (dopo il 1308-1383), politico e militare (di San Moisè)
- Marco Giustinian (1320 ca.-1380 ca.), politico e diplomatico (di San Cassiano)
- San Lorenzo Giustinian, nato Giovanni (1381-1456), primo patriarca di Venezia
- Leonardo Giustinian (1388 – 1446) politico e umanista
- Orsotto Giustinian (1394-1464), politico e letterato
- Beata Euphemia Giustiniano (1408-1487), abbadessa del monastero di monache benedettine della Chiesa della Santa Croce alla Giudecca
- Bernardo Giustinian (1408-1489), politico, diplomatico e letterato
- Sebastiano Giustinian (1459-1542), politico e diplomatico
- Antonio Giustinian (1466-1524), politico e diplomatico (di San Pantalon)
- Nicolò Giustinian (1472-1551), politico e diplomatico (di San Pantalon)
- Tommaso Giustinian, nato Paolo (1476-1528), ecclesiastico
- Marino Giustinian (1491-1542), politico e diplomatico
- Pietro Giustiniani (1497-1576), politico e storico (di San Barnaba)
- Giovanni Giustinian (1501-1557) letterato e drammaturgo
- Francesco Giustinian (1508-1554), diplomatico (di San Pantalon)
- Pietro Giustiniani (1510 circa-1572), comandante del contingente dei Cavalieri di Malta durante la battaglia di Lepanto
- Marcantonio Giustinian (1516-1571), stampatore
- Giustiniano Giustinian (1525-1596), politico (di Santi Apostoli)
- Orsatto Giustinian (1538-1608), politico e letterato (di Negroponte)
- Marco Giustinian (1549-1581), politico e diplomatico (di Calle delle Acque)
- Angelo Giustiniani (1550-1600), Vescovo di Bovino
- Giorgio Giustinian (1572-1629), politico e diplomatico (di San Moisè)
- Giovanni Giustinian (1600-1652), politico e diplomatico (di Santa Croce)
- Girolamo Giustinian (1619-1656), politico e diplomatico (delle Budelle d'Oro)
- Marcantonio Giustinian (1619-1688), doge (delle Budelle d'Oro)
- Francesco Giustinian (1628-1660), diplomatico
- Ascanio detto Giulio Giustinian (1640-1715), politico e diplomatico (di San Stae)
- Paolo Francesco Giustinian, nato Giulio Ascanio (1715–1789), arcivescovo
- Girolamo Ascanio Giustinian (1721-1791), politico e diplomatico (di Calle delle Acque)
- Giambattista Giustinian (1816–1888), politico

## Palazzi e Dimore
- Palazzo Giustinian, a Venezia
- Villa Giustiniani, a Vanzo di San Pietro Viminario (PD)
- Villa Giustinian, detta "Castello di Roncade", a Roncade (TV)
- Villa Giustinian, a Portobuffolé (TV)
- Ca' Giustinian, a Mestre, distrutta all'inizio del XIX secolo